# ثعلبة (لودر)

تعديل مصدري - تعديل

ثعلبة هي إحدى قرى عزلة زارة بمديرية لودر التابعة لمحافظة أبين، بلغ تعداد سكانها 54 نسمة حسب تعداد اليمن لعام 2004.